# Selbstheilung
Selbstheilung bezieht sich auf den Prozess beim Menschen, bei dem individuelle innere Ressourcen aktiviert werden, um Genesung und Wohlbefinden bei der Person herbeizuführen. Bei der Psychotherapie werden Selbstheilungskräfte gemäß den Prinzipien verschiedener therapeutischer Ansätze aktiviert und gefördert. Im Kontrast zur Selbstheilung stehen die Spontanheilung und Spontanremission, bei denen keinerlei externe therapeutische Interventionen zum Einsatz kommen. Selbstheilung kann sich auch auf die selbstheilenden Materialeigenschaften von Werkstoffen beziehen.

## Materialwissenschaft
Der Begriff der Selbstheilung wird auch verwendet, wenn Materialien in der Lage sind bei Schaden oder Alterung, durch in ihnen selbst angelegte Mechanismen, diese Prozesse aufzuhalten oder (teilweise) Rückgängig zu machen.  Beispielhaft ist die Selbstabdichtung von Rissen in WU-Beton durch abgeschiedenen Kalk oder die Selbstheilung von Elektrolytkondensatoren.

### Biomaterialien
Biokompatible selbstheilende Materialien, die für Implantate verwendet werden könnten, befinden sich im Jahr 2023 in der Erforschung.
Herkömmliche Verbundwerkstoffe, die das Materialversagen lediglich verzögern, können als „selbstheilende Materialien der nullten Generation“ angesehen werden. Selbstheilende Materialien der ersten Generation sind Ansätze, die Schäden „aufhalten“ und „auffüllen“, während selbstheilende Materialien der zweiten Generation eine „vollständige Wiederherstellung“ der vor dem Versagen vorhandenen Materialstruktur anstreben.